# 1990 en Italie
Chronologie de l'Italie
- 1986
- 1987
- 1988
- 1989
- 1990
- 1991
- 1992
- 1993
- 1994

## Événements
- 7 janvier :
  - la tour de Pise est fermé au public pour des raisons de sécurité[1].
  - dévaluation de la lire de 4 %[2].

- 18 janvier : incendie du grand magasin de la chaîne Standa Via Etnea à Catane[3].

- 2 février : le dernier chef de la banda della Magliana Enrico De Pedis est tué dans un guet-apens Via del Pellegrino à Rome[3].

- 7-11 mars : au congrès de Bologne, le comité central du Parti communiste italien approuve la proposition du secrétaire Achille Occhetto de former un nouveau parti réformateur, qui prend l'année suivante le nom de Parti démocrate de la gauche[4].

- 6 mai : élections régionales dans les Abruzzes.

- 12 juin : loi sur le droit de grève en Italie, qui impose un préavis[5].

- 30 juillet : la loi Amato prévoit la transformation des banques du secteur public en sociétés par action[6].

- 6 août : loi Mammì réglementant le système de radio et de télévision[3].

- 21 septembre : assassinat par la mafia à Agrigente du juge Rosario Livatino[3].

- 27 novembre : la cellule Gladio, une organisation paramilitaire stay-behind de l'OTAN, est officiellement dissoute par le ministre de la Défense, Virginio Rognoni[7].

- 13 décembre : tremblement de terre de Carlentini en Sicile orientale[8].

- 21 décembre : Franco Freda fonde à Milan le Fronte Nazionale[9].

- 80 % des Italiens se disent catholiques (58 % des Français) et 53 % pratiquent régulièrement (17 % en France).

## Culture

### Cinéma
- 2 juin : 35e cérémonie des David di Donatello.

#### Mostra de Venise
- Lion d'or : Rosencrantz et Guildenstern sont morts (Rosencrantz and Guildenstern Are Dead) de Tom Stoppard
- Coupe Volpi pour la meilleure interprétation féminine : Gloria Münchmeyer pour La Luna en el espejo de Silvio Caiozzi
- Coupe Volpi pour la meilleure interprétation masculine : Oleg Borisov pour Edinstveniyat svidetel de Mikhail Pandoursky

### Littérature

#### Livres parus en 1990
- Sebastiano Vassalli, La chimera (Prix Strega et Campiello), traduit en français La Chimère (P.O.L)

#### Prix et récompenses
- Prix Strega : Sebastiano Vassalli, La chimera (Einaudi)
- Prix Bagutta : Fleur Jaeggy, I beati anni del castigo (Adelphi)
- Prix Campiello : Dacia Maraini, La lunga vita di Marianna Ucrìa
- Prix Malaparte :  Václav Havel
- Prix Napoli : Sebastiano Vassalli, La chimera, (Einaudi)
- Prix Viareggio : Luisa Adorno, Arco di luminara

## Naissances en 1990
- x

## Décès en 1990
- 2 avril : Aldo Fabrizi, 84 ans, acteur, scénariste et réalisateur. (° 1er novembre 1905)
- 21 avril : Silvio Leonardi, 75 ans, ingénieur et homme politique, membre du Parti communiste. (° 16 juillet 1914)
- 26 septembre : Alberto Moravia, 82 ans, écrivain. (° 28 novembre 1907)